# Anisoperas affinitata
Anisoperas affinitata är en fjärilsart som beskrevs av Paul Dognin 1916. Anisoperas affinitata ingår i släktet Anisoperas och familjen mätare. Inga underarter finns listade i Catalogue of Life.